# St. Lambertus (Waldfeucht)

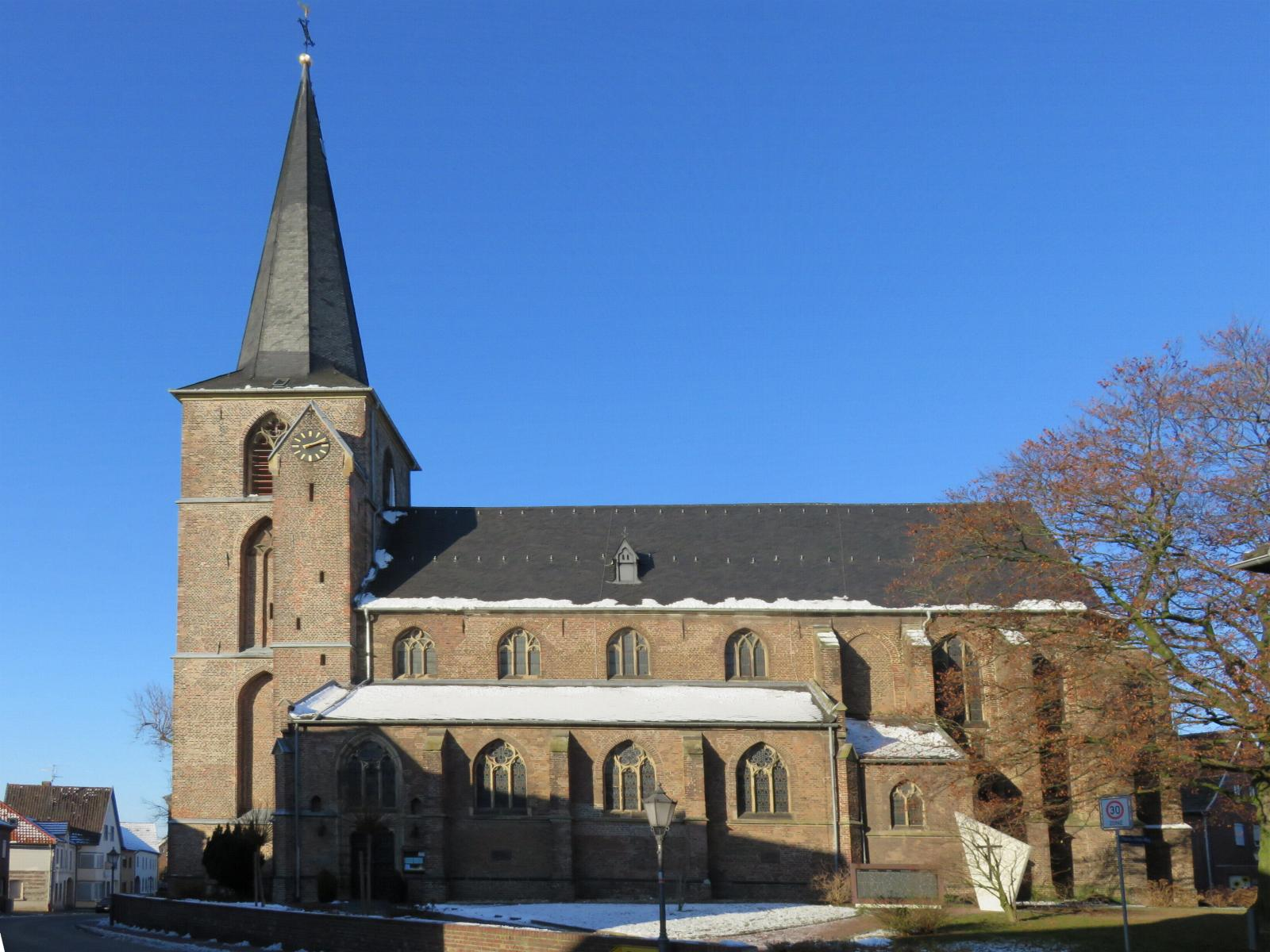
St. Lambertus (Waldfeucht)

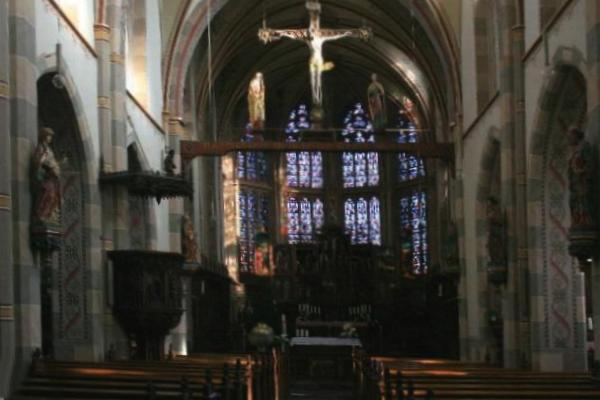
Innenraum

Die katholische Kirche St. Lambertus ist eine spätgotische Backsteinkirche in Waldfeucht im Kreis Heinsberg in Nordrhein-Westfalen. Sie gehört zur Kirchengemeinde St. Lambertus Waldfeucht in der Gemeinschaft der Gemeinden Heinsberg (Bistum Aachen).

## Geschichte und Architektur
Die Kirche St. Lambertus ist eine vierjochige spätgotische Basilika mit einem zweijochigen Chor, der in einem vierseitigen Schluss endet. Sie wurde um das Ende des 15. Jahrhunderts bis ins 16. Jahrhundert hinein erbaut. Auf der Nordseite ist eine zweijochige Sakristei angebaut, im Westen steht ein viergeschossiger Westturm mit einem Treppenturm auf der Südseite. Eine Restaurierung erfolgte durch Lambert von Fisenne in den Jahren 1883–1889, wobei alle Veränderungen aus dem 18. Jahrhundert rückgängig gemacht wurden. Im Zweiten Weltkrieg wurden der Turm und die Dächer sowie ein Teil der Gewölbe zerstört; die Schäden wurden bis 1962 behoben.
Die Kirche hat einen einheitlichen und stimmungsvollen Innenraum mit Kreuzgewölben, die teilweise auf figürlichen Konsolen ruhen. Schlanke dreiteilige Maßwerkfenster erhellen das Innere.

## Ausstattung
Die neugotische Ausstattung wurde 1882 nach Plänen von Heinrich Wiethase geschaffen. Darüber hinaus sind zahlreiche Einzelstücke aus älterer Zeit erhalten. Der Taufstein aus Blaustein stammt aus dem Jahr 1651. Ein hölzernes Lesepult wurde in der Mitte des 16. Jahrhunderts geschaffen. Zwei Wandleuchter aus Gelbguss stammen aus dem 15./16. Jahrhundert. Ein barockes Gemälde aus dem 18. Jahrhundert zeigt die Jünger in Emmaus.
Weiter sind zahlreiche Holzskulpturen zumeist aus dem 15. und 16. Jahrhundert erhalten:
- Heiliger Lambertus, maasländischer Herkunft aus der Zeit um 1510/20, dem Meister von Elsloo zugeschrieben,
- Heilige Barbara, niederrheinisch-maasländischer Herkunft aus der Zeit um 1480/90,
- Heiliger Georg zu Pferde als Drachentöter, maasländisch, aus der Zeit um 1500,
- Kruzifixus aus einer Triumphkreuzgruppe, maasländischer Herkunft, aus der Werkstatt des Meisters von Elsloo, mit Assistenzfiguren vom Anfang des 20. Jahrhunderts auf maßwerkverziertem Kreuz,
- zwei einfache Figuren des heiligen Rochus vom Anfang des 17. Jahrhunderts und des heiligen Sebastian aus dem 18. Jahrhundert.

Weiterhin ist ein Steinrelief aus Dorsten mit einem ehemaligen Stifterbild und der Darstellung der Pfingstszene aus dem 17. Jahrhundert sowie ein weiteres mit der Darstellung des Abendmahls aus dem 15. Jahrhundert erhalten. Zusammen mit dem schildhaltenden Löwen und der Lambertusfigur über dem Eingang sind Reste des spätgotischen Sakramentshauses zu sehen.
Die Orgel ist ein Werk aus dem Jahr 1916 mit 15 Registern und mechanischer Traktur.